# Charité (TV-serie)
Charité är en tysk TV-serie från 2017- baserad på ett manus av Grimme Award-vinnaren Dorothee Schön. Handlingsplats är det namngivna sjukhuset Berlin Charité, ett av de mest kända och största sjukhusen i världen. Serien visas i Das Erste och Netflix.

## Säsonger

### Säsong 1
Den första säsongen (2017) äger rum i slutet av 1800-talet, under år med betydande medicinsk utveckling vid Charité. I rollerna:
- Ida Lenze spelas av Alicia von Rittberg
- Robert Koch - Justus von Dohnányi
- Emil Behring - Matthias Koeberlin
- Paul Ehrlich - Christoph Bach
- Ernst von Bergmann - Matthias Brenner
- Hedwig Freiberg - Emilia Schüle
- Oberin Martha - Ramona Kunze-Libnow

### Säsong 2
Den andra säsongen som fått namnet Charité i krig (2019) på Netflix, utspelar sig i en tid av nationalsocialism i slutet av andra världskriget. 
- Ferdinand Sauerbruch - Ulrich Noethen
- Anni Waldhausen - Mala Emd
- Otto Marquardt - Jannik Schümann
- Margot Sauerbruch - Luise Wolfram
- Syster Christel - Frida-Lovisa Hamann
- Artur Waldhausen - Artjom Gilz
- Martin Schelling - Jacob Matschenz
- Soldaten Lohmann - Ludwig Simon

Den tredje säsongen kommer att utspela sig under byggandet av Berlinmuren..

## Källhänvisningar
- Das Erste - Charité